# Ван Антониссен, Хендрик

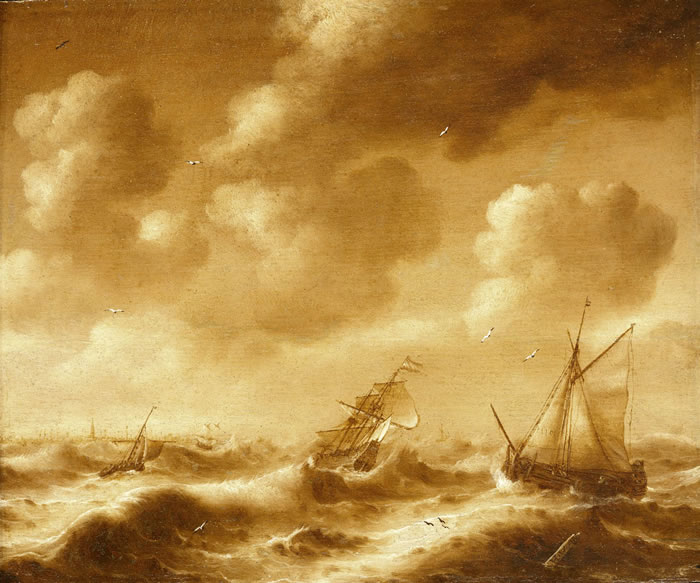
Хендрик ван Антониссен. Плавание в Кале

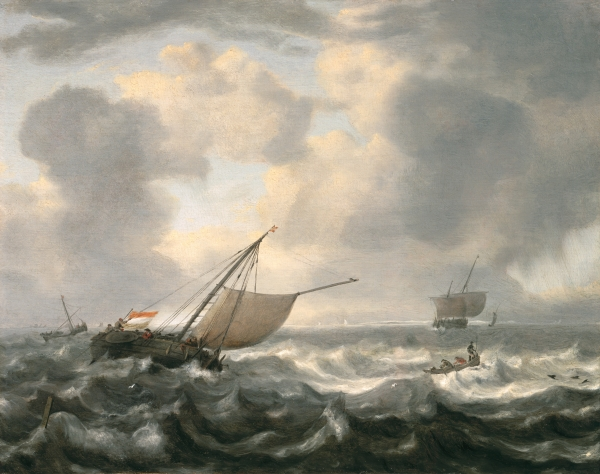
Хендрик ван Антониссен. Ships on a Choppy Sea

Хендрик ван Антониссен (нидерл. Hendrick van Anthonissen, 29 мая 1605, Амстердам — 12 ноября 1656, Амстердам) — нидерландский художник-маринист.
Как и его отец художник-маринист Аарт ван Антум (1580—1620), занимался морской тематикой. Учился мастерству у голландского художника и своего шурина Яна Порселисса (1584—1632) и художника-пейзажиста Яна ван Гойена (1596—1656).
Работал в Амстердаме (1630 и 1642—1651), Гааге (1631), Лейдене (1632—1635), Лейдердорпе (1635—1642), Роттердаме, Рейнсбурге и Амстердаме (1654—1656) и др.
До сегодняшнего дня сохранилось всего несколько полотен Антониссена, в которых художник ярко передает экспрессию бурного моря.
Несколько его картин находятся в Эрмитаже в Санкт-Петербурге, Национальном морском музее в Лондоне, Пражской национальной галерее.
Работы автор подписывал как Hendrick van de Anthonissen, Hendrick van Antonissen, Hendrick van de Antonissen, Hendrick van Antonisz., Hendrick van de Antonisz., Hendrick van Antoniszoon, Hendrick van de Antoniszoon.
В 2014 году одна из картин Антонисена «Вид на пески Схевенингена», написанная в 1641 году, прошла консервацию в музее Фитцвильям в Кембридже.

## Ссылка
- Hendrick Van Anthonissen